# Veliki Horasan
Veliki Horasan, tudi Korasan, Khorasaan, Khurasan in Khurasaan (perzijsko خراسان بزرگ) je sodobno ime zgodovinske zemljepisne regije, ki je obsegala severovzhodni in vzhodni Iran, Turkmenistan, Uzbekistan, Tadžikistan, zahodni in severni Afganistan ter severni in zahodni Pakistan. Ime Horasan naj bi nastalo iz perzijske besed hor, ki pomeni sonce in ajan, ki pomeni zunaj, kar bi lahko pomenilo "dežela vzhajajočega sonca".
Največja mesta v Velikem Horasanu so bila Mašhad, Nišapur in Tus v Iranu, Herat, Balh, Kabul in Gazni v Afganistanu, Merv in Sandžan v Turkmenistanu, Samarkand in Buhara v Uzbekistanu ter Hudžand in Pandžakent v  Tadžikistanu. 
Do invazije Mongolov v 13. stoletju je bil Horasan osrednje perzijsko kulturno središče.

## Etimologija
Pridevek  "Veliki" se k imenu Horasan dodaja prevsem zato, da se razlikuje od province Horasan v današnjem Iranu. Provinca Horasan je bila samo zahodni del Velikega Horasana, vendar je zavzemala skoraj polovico njegovega ozemlja.
Pridevek "Veliki" se uporablja tudi zaradi razlikovanja od drugih imen, ki se nanašajo samo na dele Velikega Horasana, na primer na Tranoksanijo, ki je zavzemala samo Uzbekistan in Tadžikistan, ali dele Baktrije, Kabulistana in Horezma, kamor sta spadala samo Samarkand in Buhara. 

## Geografija
Meje Velikega Horsana so se s časom zelo spreminjale. Mohamed Mir Gulam trdi, da je jedro tvoril današnji Afganistan, kasnejši pa viri trdijo, da je bil Afganistan samo vzhodna polovica Velikega Horasana, zahodna polovica pa je bila današnja iranska pokrajina Horasan. Danes se naziv v grobem uporablja za vsa ozemlja Perzije, ki ležijo vzhodno in severovzhodno od slane puščave Dasht-i-Kavīr v osrednjem Iranu. 
V srednjem veku sta bila perzijski del Iraka in Horasan najpomembnejša dela Velikega Irana. Meja med njima je potekala približno vzdolž črte med mestoma Gurgan in Damagan. Cesarstvo so na Irak in Horasan delili predvsem Gaznavidi, Seldžuki in Timuridi. Na takšno delitev naletimo na primer v knjigi "Tārīkhi Bayhaqī"  Abula Fazl Bayhaqija, zbirki Al-Gazalijevih pisem "Faza'ilul al-anam min rasa'ili hujjat al-Islam" in drugih knjigah.
Afganistanski učenjak in zgodovinar Ghulam Mohammad Ghubar, po narodnosti Tadžik, govori v svoji knjigi "Horasan" o Pravem in Nepravem Horasanu.
 Po njegovem mnenju so v Pravi Horasan spadale pokrajine med Balhom na vzhodu, Mervom na severu, Sistanom na jugu in Nišapurjem na zahodu. Središča Horasana je bil Herat, ki je bil znan kot Biser Horasana. Meje Nepravega Horasana so segale do Kabula in Gaznija na vzhodu, Balučistana in Zabulistana na jugu, Transoksanije  in Horezma na severu ter Damagana in Gorgana na zahodu.
Baur v svojih spominih omenja, da imajo Indijci za Horasance vse ne-Hindujce, za mejo med Hindustanom in Horasanom pa piše: "Na cesti med Hindustanom in Horasanom sta dve veliki trgovski središči: Kabul in Kandahar". To pomeni, da je Nepravi Horasan mejil na Hindustan, se pravi na Indijo.

## Zgodovina
Veliki Horasan je bil do prihoda Aleksandra Velikega leta 330 pr. n. št. del Ahemenidskega cesarstva, potem pa je postal del Selevkidskega cesarstva. V 1. stoletju našega štetja so njegove vzhodne pokrajine postale del Kušanskega cesarstva. Kušani so uvedli budizem, v zahodnem delu je še vedno prevladoval kult Zaratustre. Za Kušani so v jugovzhodnem Afganistanu ostali mnogi templji in bogata mesta. 
Meja Horasana se je v obdobju Kušanov premaknila proti zahodu in ostala nespremenjena vse dokler niso oblasti nad celim ozemljem prevzeli Sasanidi. V sasanidskem obdobju je bilo Perzijsko cesarstvo razdeljeno na štiri dele: Hvavaran - Zahod, Ahtar – Sever , Nīmrūz - Jug in Hurasan (Horasan) - Vzhod. V Vzhodnih pokrajinah je bilo nekaj sporov s Heptaliti, sicer pa so bile meje stabilne vse do invazije muslimanov.
Glede na to, da je bil Horasan na skrajnem vzhodu Sasanidskega cesarstva in daleč od Arabije, je muslimanska invazija prišla do njega precej pozno. Ko so muslimani osvojili zahodne dele Horasana, je zadnji sasanidski kralj Jazdgerd III. prestolnico države prestavil v Horasan. Po njegovem uboju je islamska vojska leta 647 hitro zasedla Horasan in ga pretvorila v eno od provinc Omajadskega kalifata.
V letih leti 747 in 750 se je v Horasanu začelo osvobodilno gibanje, ki ga je vodil Abu Muslim Horasani. Horasani je pomagal Abasidom, da so prišli na oblast, kasneje pa ga je abasidski kalif Al-Mansur ubil. 
Prvo kraljestvo, ki je bilo neodvisno od Arabcev, je ustanovil Tahir ibn Husein leta 821. Izgleda, da je bila ustanovitev kraljestva predmet politične trgovine in zamena za pomoč pri zatiranju ostalih nacionalnih  gibanj, med katerimi je bilo tudi Maziarjevo  gibanje v Tabaristanu.
Prva horasanska dinastija po uvedbi islama so bili Safaridi (861-1003). Druge velike iranske dinastije so bile Samanidi (875-999), Gaznavidi (962-1187), Guridi (1149-1212), Seldžuki (1037-1194), Horezmidi (1077-1231) in Timuridi (1370-1506). Nekatere dinastije niso bile iranskega porekla in niso govorile perzijskega jezika.
Horasan je bil do invazije Mongolov v zgodnjem 13. stoletju kulturno središče Perzije, ki je dalo številne znanstvenike in filozofe, med katerimi so bili najbolj znani Avicena, Al-Farabi, Al-Biruni, Omar Hajam, šiitska teologa Nasir al-Din al-Tusi in Abu Ja'far al-Tusi, sunitska teologa Ahmed ibn Hanbal in Al-Gazali ter Firdusi, avtor junaškega epa Šahname (Knjiga kraljev).
Obdobje Gaznavidov iz Gaznija in Timuridov iz Herata je eno najbolj bleščečih obdobij horasanske zgodovine. V tem času je prišlo do velikega kulturnega prebujanja s številnimi pesniki, znanstveniki in učenjaki. Nastala so številna dela perzijske literature. Središča kulturnega razvoja so bila mesta Nišapur, Herat, Gazni in Merv. 
Od leta 1506 do 1707 je bil Horasan del Mogulskega cesarstva, vendar je ohranil svoje zgodovinsko izročilo in svoj velik ekonomski in kulturni pomen. Po letu 1800 je severovzhodni del Velikega Horasana postal del Afganistana in Ruskega imperija, zahodni del pa se je razdelil na Horasan na severu in Kohistan na jugu. Iz zahodnih in jugozahodnih delov Horasana in Kohistana je kasneje nastala današnja iranska velika provinca Yazd, iz ostalih delov pa je nastala nova provinca Horasan. Iz bivšega ruskega dela Velikega Horasana so nastale države Tadžikistan, Turkmenistan in Uzbekistan.

## Prebivalstvo
Ozemlje Velikega Horasana so prvotno naseljevali Baktrijci, Sogdijsci, Partijci in Saki, ki so sami sebe imenovali Arijci, svojo deželo pa Aryanam-Vaej – Dežela Arijcev. Kasneje je postal domovina tudi  mnogih drugih ljudstev različnih porekel ali pa je bil žrtev tujih osvajalcev.
Iranska plemena so se že v predislamskem obdobju začela mešati med seboj in s sosednjimi ljudstvi, predvsem s Perzijci. Horasan je namreč predvsem zaradi svojega bogastva postal priljubljen cilj priseljevanja zahodnih Irancev, ki so, posebno po državljanskih vojnah, iskali novo domovino. Med priseljenci so bili poleg Perzijcev tudi Ahemenidi in Sasanidi, naseljevali pa so se predvsem v Baktrijo, Kabul, Sogdijo, Gandaro in celo v Indijo in zelo povečali število prebivalcev. 
Večina prebivalstva je kljub priseljevanju ostala etnično nespremenjena do prihoda osvajalskih nomadskih turško-mongolskih ljudstev z Altaja in vzhodne Azije, ki so prodrla vse do Transoksanije. Turški in mongolski osvajalci so se sčasoma islamzirali in izobrazili in domačinov prevzeli jezik, običaje in kulturo. Ustanovili so več cesarstev in Veliki Horasan je postal zbirališče trgovcev, obrtnikov, zgodovinarjev, učiteljev in učenjakov. 
Turbulentna zgodovina Horasana se še vedno odraža v njenem prebivalstvu, saj na tem ozemlju živijo etnične skupine indoevropskega in neindoevropskega porekla, od Turkov (Uzbeki, Kozaki, Afšari), Mongolov (Arguni) in Perzijcev (Hazari) do Irancev (Tadžiki, Paštuni, Pašaji in Burki).

## Vir
- Lorentz, J. (1995). Historical Dictionary of Iran. ISBN 0-8108-2994-0